# Sigmund Fluss

Sigmund Fluss

Sigmund Fluss in einer Huldigung der k.u.k. Hof- und Kammerlieferanten zum Thronjubiläum 1908

Werbung von Sigmund Fluss (1909)

Sigmund Fluss war eine bedeutende Brünner Dampfkunstfärberei, Appretur und chemische Waschanstalt während der österreichisch-ungarischen Monarchie. Die Erste österreichische-ungarische Dampfbügelanstalt befand sich an der Zeile 38–40.
Das Etablissement befasste sich im Wesentlichen damit, getragene, beziehungsweise im Gebrauch gewesene Herren-, Damen- und Kindergarderoben, Uniformen, Vorhänge, Möbelstoffe, Schmuckfedern usw. sowie auch neue, verlegene Stoffe in Seide, Wolle, Baumwolle usw. durch Färben, Waschen, chemischer Reinigung und entsprechender Appretur brauchbar zu machen.

## Geschichte
Am 1. März 1890 begründete Sigmund Fluss das Unternehmen in Brünn, Zeile 38. Durch Fleiß und Fachkenntnis verschaffte er seinem Geschäft bald einen Namen weit über den Rahmen seines Betriebsortes hinaus. 
Die mit patentierten und damals modernsten Maschinen eingerichtete chemische Waschanstalt, Appretur und Dampffärberei konnte als eine Musteranstalt bezeichnet werden. Die chemische Wäscherei, sogenannte Trockenwäsche, war für jede Art von Damen- und Kindergarderobe geeignet. Sämtliche Gegenstände, auch die feinsten Straßen- und Gesellschaftstoiletten, Seidenroben oder Maskenkostüme wurden unzertrennt mit jedem Besatz gereinigt, sei er in Seide, Samt, Perlen, Stickereien, Gold oder Silber, ohne dass hinsichtlich Farbe, Eingehen oder Zustand Beschädigungen entstanden. 
Zwei Dampfkessel von je 70 Quadratmeter Heizfläche und eine kräftige Dampfmaschine versahen den Betrieb des Etablissements, in dessen hellen, gut ventilierten, mit elektrischer Beleuchtung versehen Räumen um 1900 circa 80 bis 100 Personen beschäftigt wurden.
Für seine Leistungen erhielt Fluss bei öffentlichen Wettbewerben zahlreiche Auszeichnungen. Sein Unternehmen erhielt auf allen Ausstellungen im In- und Ausland die höchsten Preise, wie die große und goldene Medaille und Ehrendiplom in Brüssel, die große goldene Medaille und Ehrendiplom in Paris, die große silberne Medaille des Mährischen Gewerbevereins in Brünn, die große goldene Medaille bei der Landes-Gewerbeausstellung in Olmütz, die große goldene Medaille bei der Landes-Gewerbeausstellung in Aussig, die große goldene Medaille bei der Landes-Gewerbeausstellung in St. Gilles, das Ehrenkreuz und die große goldene Medaille bei der Internationalen Kunst- und Gewerbeausstellung, den Ehrenpreis und die große goldene Medaille in Wien-Baden, das Ehrenkreuz und die große goldene Medaille bei der Internationalen Kunst- und Gewerbeausstellung 1897 in London und den Ehrenpreis und die große goldene Medaille bei der Internationalen Kunst-Gewerbe-Modeausstellung 1896 in Berlin.
Die Firma war Inhaberin des k.k. ausschließlichen Privilegiums. Zu der Kundschaft gehörten nicht nur der Adel und die höchsten Gesellschaftskreise, sondern auch der kaiserliche Hof. Dafür wurde Sigmund Fluss zum k.u.k. Hoflieferanten ernannt. Später kurz nach 1900 erhielt auch den königlich rumänischen Hoftitel.
Das Etablissement hatte seinen Wirkungskreis im Laufe der Zeit über seinen ursprünglichen Betriebsort hinaus ausgedehnt und unterhielt um 1900 an der kleinen Sperlgasse 8 im 2. Wiener Gemeindebezirk Leopoldstadt, am Wenzelsplatz 52 in Prag, am Elisabethplatz 10 in Budapest, Graz, Triest, Krakau, Lemberg und Czernowitz eigene Fabriksniederlagen und circa 200 Agenturen in allen größeren Städten Österreich-Ungarns.